# Paquita Martín
Francisca Martín Isidro, conocida como Paquita Martín (Madrid, 4 de mayo de 1925-Madrid, 8 de noviembre de 2020) fue una de las fundadoras de Izquierda Unida y militante histórica del Partido Comunista de España.

## Biografía
Nació en Madrid en 1925, en plena dictadura de Primo de Rivera,en el seno de una familia comprometida con la izquierda y la República, y vivió siempre en un ambiente obrero. Cuando tenía 11 años, estalló la guerra civil española. Su padre, que era practicante, la noche previa a la entrada de las tropas franquistas en la ciudad de Madrid estaba de guardia en el hospital, lo detuvieron y ya no volvió a verlo. Su madre se murió un mes antes de que finalizara la guerra, en 1939. Dejó de estudiar pronto para ponerse a trabajar, primero en la industria textil y, posteriormente, en la metalúrgica, donde permanecería casi hasta su jubilación.
Con 9 años fue a su primera manifestación, y nunca dejó de ser activista y comprometida. Fue militante de Comisiones Obreras (CCOO) y del Partido Comunista desde los tiempos de la clandestinidad, siempre cercana al entorno del entonces dirigente sindical Marcelino Camacho. Contribuyó a la fundación de Izquierda Unida en 1986, pero siempre desde la base, ya que nunca tuvo cargos de relevancia. En los últimos años de su vida militaba en la Asamblea de Izquierda Unida de Chamberí y formaba parte de la Ejecutiva de CCOO.
Su capacidad para expresarse, sin pelos en la lengua, la llevaría a la popularidad televisiva, tras participar en 2016, en un programa de debate en La Sexta, con motivo de las manifestaciones por unas pensiones dignas.Una frase contundente que esta activista histórica espetó a un economista, en un programa de máxima audiencia de esta cadena televisiva, hizo que a sus 91 años saltara a la fama y se viralizara en redes sociales: “¡Tengo 91 años pero no soy gilipollas!”.

## Premios y reconocimientos
- 2017 Premios Zapeando.[8]
- 2018 Homenaje de la Casa de Cultura de Chamberí."Como mujer, como luchadora y como vecina".[2]

## Vida personal
Se casó “tarde”, a los 49 años, porque si no hubiera tenido que dejar su trabajo. Su marido, también activista, falleció en el año 2000.